# John Paul DeJoria (Schiff)
Die John Paul DeJoria ist ein Schiff der Meeresschutzorganisation Sea Shepherd. Das ehemalige US-Küstenwachenboot gehört seit 2015 zur Flotte und ist nach der Überholung seit 2017 im Einsatz. Mittlerweile gehört es zur Paul Watson Foundation / Neptuns Navy und fährt unter der Flagge der Karibikinsel Sankt Kitts.

## Geschichte

### Bau und Einsatz durch die US-Küstenwache

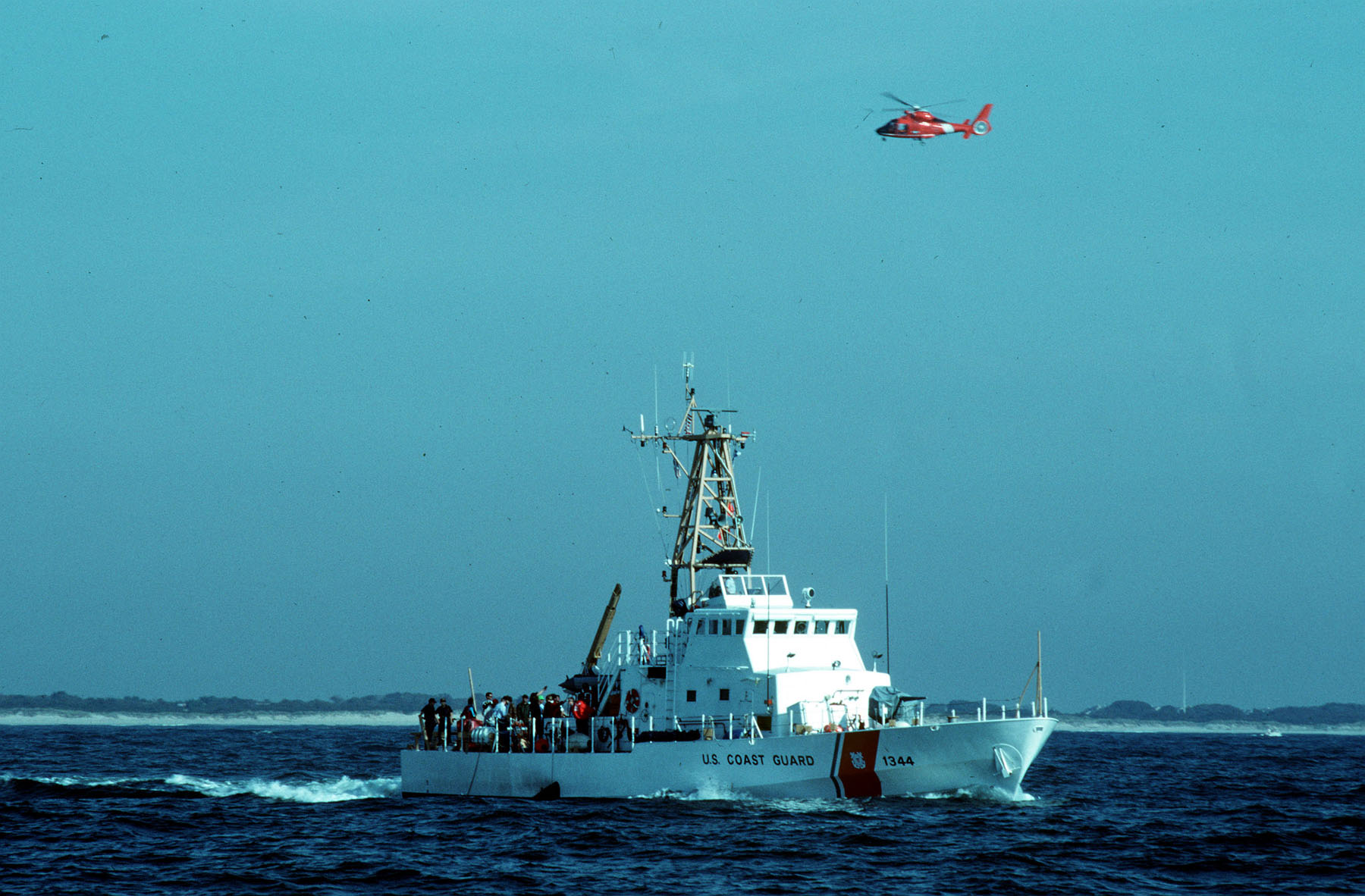
Das Schwesterschiff Block Island im Einsatz mit einem USCG Hubschrauber.

Das Patrouillenschiff wurde als Pea Island im November 1992 in den Dienst der Küstenwache der USA gestellt. Zuvor wurde es als dritt letztes von den 49 Island-class Schiffen in den Bollinger Shipyards, Lockport, Louisiana gebaut. Das Schiff war an der Küstenwachenbasis in Key West stationiert und führte von dort aus hauptsächlich Rettungsmissionen und Gesetzesvollstreckungen durch. Zu weiteren Aufgabenfeldern zählten Operationen zum Grenzschutz, Umweltschutz und Einsätze gegen Drogenschmuggler. Nach 22 Jahren im Einsatz wurde das Schiff im März 2014 außer Dienst gestellt. Anschließend wurde das Schiff nach Baltimore, Maryland überführt, wo es demilitarisiert wurde und bis zum weiteren Verkauf verblieb.

### Erwerb durchSea Shepherd
Im Januar 2015 erwarb Sea Shepherd das Schiff sowie das Schwesterschiff USCG Block Island und benannte es in Jules Verne um. Beide Schiffe verließen Baltimore im Frühjahr in Richtung Key West, wo zuerst die Farley Mowat und anschließend die Jules Verne generalüberholt wurde. Ende 2016 kam das Schiff in ein Trockendock in Tampa, Florida, wo die Überholungsarbeiten abgeschlossen wurden. Am ersten Februar wurde das Schiff während einer Pressekonferenz in Miami auf den Namen John Paul DeJoria getauft und der Öffentlichkeit vorgestellt. Der Namensgeber John Paul DeJoria hatte zuvor zu dem Kauf dieses Schiffes und der Farley Mowat beigetragen.
Die Organisation bot den Rangern des Cocos Island National Park Marine Reserve auf den Kokos-Inseln vor Costa Rica nach dem Erwerb des Schiffes an, sie bei Anti-Wilderrei Einsätzen zu unterstützen.

### Suche nach Rob Stewart
Der kanadische Filmemacher und Umweltschützer Rob Stewart verschwand während der Dreharbeiten zur Fortsetzung seines Filmes Sharkwater – Wenn Haie sterben, den er teilweise von Bord eines Sea-Shepherd-Schiffes aufgenommen hatte, Sharkwater: Extinction am Abend des 1. Januar 2017. Das Ereignis geschah nach dem dritten Tauchgang am selben Tag in 70 Meter Tiefe nahe dem Alligator Reef in den Florida Keys mit Kreislauftauchgeräten. Beim Auftauchen verlor zuerst Stewarts Begleiter, der Tauchlehrer Peter Sotis, das Bewusstsein. Während sich die Crew des Tauchbootes um Sotis kümmerte, verschwand Stewart spurlos. Nach einer dreitägigen Suche, die von der US-Küstenwache koordiniert wurde und der sich 12 zivile Schiffe, darunter auch die John Paul DeJoria, sowie 12 zivile Flugzeuge anschlossen, wurde Stewarts Leiche wenige Meter vom Ort des Verschwindens von Tauchern gefunden.

### Kampagnen 2017
Sea Shepherd gab bekannt, dass die erste Mission der John Paul DeJoria eine Kampagne gegen Sharkfinning an der zentralamerikanischen Küste sei. Die Operation Treasured Island genannte Kampagne zielt auf das Beenden von Wildereraktivitäten zwischen der Küste Panamas, der kolumbianischen Malpelo Insel, Costa Ricas Kokos-Insel und Ecuadors Galapagosinseln, eine an mariner Biodiversität besonders reichen Region.
Vor dem Start der Kampagne unterstützte die John Paul DeJoira die Schwesterschiffe Sam Simon und Farley Mowat zwischen April und Mai bei der Operation Milagro III zum Schutz des kalifornischen Golftümmlers in der mexikanischen Cortes-See. Das Schiff sollte laut Gründer Paul Watson die Präsenz der Organisation verstärken, nachdem einige lokale Fischer drohten die Sea Shepherd Schiffe zu versenken.
Ende Mai 2017 erreichte das Schiff Puntarenas, Costa Rica. Die Besatzung um Kapitänin Jessie Treverton untersuchte und dokumentierte unter anderem den Verkauf von Haien auf dem Fischmarkt der Hauptstadt San Jose und patrouillierte Costa Ricas Pazifikküste. Im Juni erreichte das Schiff das UNESCO-Weltnaturerbe Coiba, Panama. Dort konnten die Behörden einen illegalen Fischer nach Hinweisen von Sea Shepherd überführen. Am 28. Juni kam es zu einem Zwischenfall, bei dem die DeJoria mit einem Fischerboot kollidierte. Die Sea Shepherd Mannschaft beobachtete und dokumentierte eine Gruppe von fünf Langleinenfischerbooten im Marine Reservat. Nachdem sich eine Langleine im Propeller der DeJoria verfing und die Besatzung diese freischneiden musste, rammte – nach Aussagen Sea Shepherds – ein Fischerboot frontal die Backbordseite des Bugs, sodass das Sea Shepherd Boot geringfügige Schäden erlitt. Verletzt wurde niemand. Auf einen Funkspruch an die Behörden wurde nicht reagiert. Am 5. Juli wurde die DeJoria von der Marine zwischenzeitlich festgesetzt und dem Boot die Genehmigung für Panamas Gewässer entzogen. Die Behörden befahlen der Sea Shepherd Besatzung, die Hoheitsgewässer zu verlassen oder sie würden gewaltsam des Landes verwiesen.

## Belege
1. 1 2 3 4 5 6 7  Sea Shepherd Worldwide Fleet (Memento vom 18. Februar 2017 im Internet Archive), offizielle Website Sea Shepherd Global, abgerufen am 19. Februar 2017.
2. ↑  U. S. Coast Guard Patrol Craft, HMC James T. Flynn, Jr. USNR(ret), 2012, abgerufen am 19. Februar 2017.
3. ↑  Guardian of the Week – LT Felicia Thomas (Seite nicht mehr abrufbar, festgestellt im August 2025. Suche in Webarchiven)  Info: Der Link wurde automatisch als defekt markiert. Bitte prüfe den Link gemäß Anleitung und entferne dann diesen Hinweis., Coast Guard Compass, 19. Juni 2009, abgerufen am 19. Februar 2017.
4. ↑  Guardian of the Week – LT Felicia Thomas (Seite nicht mehr abrufbar, festgestellt im August 2025. Suche in Webarchiven)  Info: Der Link wurde automatisch als defekt markiert. Bitte prüfe den Link gemäß Anleitung und entferne dann diesen Hinweis., Coast Guard Compass, 19. Juni 2009, abgerufen am 19. Februar 2017.
5. ↑  Two former USCG Island Class cutters bought by Sea Shepherd, Marinelog, 3. Juni 2015, abgerufen am 19. Februar 2017.
6. 1 2  Sea Shepherd Launches Anti-Poaching Vessel M/V John Paul DeJoria (Memento vom 18. Mai 2017 im Internet Archive), Sea Shepherd News, 1. Februar 2017, Sea Shepherd Conservation Society, abgerufen am 19. Februar 2017.
7. ↑  Two former USCG Island Class cutters bought by Sea Shepherd – Marine Log. Abgerufen am 29. November 2017 (britisches Englisch).
8. ↑  What Happened to Rob Stewart?, Adam Skolnick, 3. Februar 2017, Outside, abgerufen am 19. Februar 2017
9. ↑  The Sea Shepherd ship JOHN PAUL DEJORIA has arrived in Manzanillo, Mexico (Memento des Originals vom 1. Dezember 2017 im Internet Archive)  Info: Der Archivlink wurde automatisch eingesetzt und noch nicht geprüft. Bitte prüfe Original- und Archivlink gemäß Anleitung und entferne dann diesen Hinweis., Edgar Cazares, 20. April 2017, AFmedios, abgerufen am 18. Mai 2017
10. ↑  Sea Shepherd verteidigt sich nach Beschwerde von Fischern,  7. Juli 2017, TVN Noticias, abgerufen am 23. Juli 2017